# 杨子强
杨子强（1957年9月—），河南新野人。男，汉族。1976年参加工作，加入中国共产党。湖南财经学院金融专业毕业。

## 生平
1997年1月，任中国人民银行河南省分行副行长、党组成员兼国家外汇管理局河南分局副局长。1998年11月，任中国人民银行郑州中心支行行长、党委书记兼国家外汇管理局郑州分局（2001年5月改为河南省分局）局长。2004年5月，任中国人民银行济南分行行长、党委书记兼国家外汇管理局山东省分局局长。2015年3月，任中国人民银行行长助理、党委委员。2016年12月，不再担任中国人民银行行长助理。
2008年，当选第十一届全国人民代表大会山东地区代表。2013年，当选第十二届全国人民代表大会山东地区代表。
2016年9月11日，中纪委公开曝光六起中央和国家机关干部违反中央八项规定问题，其中包括央行党委委员、行长助理杨子强于2014年端午节期间，与家属入住中国人民银行青岛市中心支行培训中心度假，青岛市中心支行行长辛树人携家人陪同，相关餐饮、住宿费用共计14473元由公款支付。杨子强之后补交了相关费用，并被处以党内警告处分。
2016年12月27日，中国国务院发布国家工作人员任免公告，免去杨子强的中国人民银行行长助理职务。